# Lastomerci
Lastomerci este o localitate din comuna Gornja Radgona, Slovenia, cu o populație de 114 locuitori.